# Uliocnemis elegans
Uliocnemis elegans là một loài bướm đêm trong họ Geometridae.